# 伊尔达·加德亚
伊尔达·加德亚·阿科斯塔（西班牙語：Hilda Gadea Acosta；1925年3月21日—1974年2月11日），秘鲁经济学家、美洲人民革命联盟（秘鲁阿普拉党）领导人、作家。她是切·格瓦拉的首任妻子。
阿科斯塔在秘鲁担任美洲人民革命联盟全国执行委员会经济部长，1948年被秘鲁政府打压后流亡，1953年在危地马拉邂逅格瓦拉。迫于政治压力，她和格瓦拉移居墨西哥，还向流亡墨西哥的古巴革命者引荐格瓦拉。
1955年9月，得知自己怀孕的加德亚与格瓦拉在墨西哥结婚，这段婚姻最终在1959年5月结束。期间他们生下女儿希尔达·比阿特丽斯·“希尔迪塔”·格瓦拉·加迪亚（1956年2月–1995年）。
格瓦拉领导古巴革命后，加德亚来到古巴找格瓦拉，格瓦拉告诉她已经爱上了阿莱达·马奇，要求离婚。不过，加德亚仍然忠诚于格瓦拉的政治运动。1974年，加德亚在哈瓦那病逝。生前她撰写了回忆录《我与切的一生》。《Z杂志》的作者加布里埃尔·圣·罗马（Gabriel San Roman）开始创作关于加德亚的戏剧。